# 山根美和子
山根 美和子（やまね みわこ、1月10日- ）は、日本の作曲家、シンガーソングライター。
シンガーソングライター名義は、やまねみわこ。2015年高山市合併10年記念映画「きみとみる風景」の劇中音楽を担当し、また主題歌として「小さな世界」をリリースした。

## 経歴
広島県尾道市出身。尾道観光大使。
日本大学芸術学部 音楽学科作曲コース卒業。

## ディスコグラフィ
やまねみわこ名義

### シングル
|     | 発売日       | タイトル   | 規格品番  | 収録曲                                               | レーベル             |
| --- | ------------ | ---------- | --------- | ---------------------------------------------------- | -------------------- |
| 1st | 2015年9月9日 | 小さな世界 | BZCM-1078 | 1. 小さな世界 2. シークレットガーデン 3. Color 4. 光 | ベルウッド・レコード |

### アルバム
|     | 発売日                                   | タイトル         | 規格品番   | 収録曲 | レーベル       |
| --- | ---------------------------------------- | ---------------- | ---------- | --- | -------------- |
| 1st | 2008年2月23日 2020年1月26日 （リプレス） | おのみちこみち。 | RE20-00031 | 1. ワルツ・フォー・オノミチ 2. おのみちこみち 3. SHIMANAMI ROAD 4. ハナウタ行進曲 5. 君をあいしてる 6. 夏 7. 海鳥 8. しまなみの風 9. おもひかぜ 10. おのみちこみち（piano ver.) 11. 海鳴る町で 12. おのみちこみち2020（new recording) | アットレコーズ |

## 作品

### テレビドラマ
- おくさまは18歳（2011年、BSフジ）
- 火花（2016年、Netflix）
- 福岡恋愛白書14 天神ラブソング（2019年、九州朝日放送）
- ざんねんないきもの事典（2021年、テレビ東京）※共同
- ごほうびごはん（2021年、BSテレ東）※共同
- 部長と社畜の恋はもどかしい（2022年、テレビ東京）※共同
- 家電侍（2022年、BS松竹東急）※共同
- いぶり暮らし（2022年、BS松竹東急）※共同
- ちょい釣りダンディ（2022年、BSテレ東）※共同
- 大川と小川の時短捜査（2022年、テレビ東京）※共同
- 最果てから、徒歩5分（2022年、BSテレ東）※共同
- 家電侍スペシャル ストップ!忠臣蔵（2023年、BS松竹東急）※共同

### アニメ
- 食パンミミー（2010年、関西ABCテレビ）
- ちきゅうをみつめて（2011年-2012年）
- BUNGO～ささやかな欲望〜（2012年）※共同
- ちびまるこちゃん（2016年）※劇中歌
- RWBY 氷雪帝国（2022年）※共同
- アリス・ギア・アイギス（2023年）※共同

### テレビ
- 『祈りの空間』建築家・栗生明（2020年、CS）
- 今から行きたい至極グルメ ほほおちゴハン!（2022年、テレビ東京）※共同

### CM /キャンペーン
- イオンネットスーパー（イオン）
- 花王メリット ひとりでシャンプー（花王）
- ANZ雪割りキャンペーンソング
- 東急プラザ蒲田リニューアルオープン（東急プラザ蒲田）
- ユニ・チャームmoony（2011年、ユニ・チャーム）
- ユーグレナ・ファーム キャンペーンソング（2012年、株式会社ユーグレナ）
- 東北六魂祭（2012年、電通）
- JCB電子マネーQUICPay（2012年、JCB）
- こどもちゃれんじ（2012年、ベネッセ）
- 映画Life×ABCマート（2014年、ABCマート）
- SANYO 地図のない冒険（2017年、SANYO）
- ガリバー「決算セール」「初売り」他（2018年～、ガリバー）
- イシイの本気CM～ミートボールお弁当ver～（2019年、石井食品）
- NTT docomoはじめてのスマートフォン「妻へのプレゼント篇」（2020年、NTT docomo）
- 武蔵野大学アントレプレナーシップ学部 2021年春開設予告動画「譲れない想い篇」「アントレプレナーシップ篇」（2020年、武蔵野大学）
- モノ・ループ株式会社「くるくる編」（2020年、モノ・ループ株式会社）
- 武蔵野大学ウェルビーイング学部 2024年春開設予告動画（2023年、武蔵野大学）

### 映画
- Sceneries of New Beginnings[邦題：始まりの風景]（2013年）
- きみとみる風景（2015年）
- one day daddy（2016年）
- 岩井家の四姉弟（2017年）
- ミゾロギミツキを探して（2019年） ※劇場公開版
- 私の捨て猫（2023年）
- ガレージ・ロック（2023年）

### 舞台
- あつい胸さわぎ（2022年）
- モモンバのくくり罠（2023年）

### レコーディング参加作品
- 高田純次「不純だね」
- ALLOVERS「ヲトメノネガイ」
- パク・ジュニョン「ふたりのギター」
- 斉藤和義「さよなら」
- 斉藤和義「やわらかな日」
- 横井るみ（CV:花澤香菜）「迷惑スペクタクル」
- 鈴木恵TRIO「California Love」
- 鈴木恵TRIO「Day By Day」
- 鈴木恵TRIO「	かなかも」
- スクープ!?「この日のために」
- ならゆりあ「おてつだい大作戦」

### 他
- ASKA Symphonic Concert 　弦楽四重奏（ロビー演奏）（2008年）
- いずみ書房 せかい童話図書館ジングル （2009年）
- 向島認定こども園 園歌（2017年）
- 向東保育所 園歌（2018年）
- 向東認定こども園 園歌（2019年）※共作
- ラッシーを作ろう LET’S MAKE LASSI（2020年）
- ショートムービー「もうすぐ、春」（2021年）
- EG-CREATION 絵本の音楽「ふしぎの森」（2021年）
- 第4期横浜市教育振興基本計画　横浜市歌（編曲）（2023年）